# (36965) 2000 SU289
2000 SU289 (asteroide 36965) é um asteroide da cintura principal. Possui uma excentricidade de 0.10187020 e uma inclinação de 3.78003º.
Este asteroide foi descoberto no dia 27 de setembro de 2000 por LINEAR em Socorro.